# 死神ゴードン
『死神ゴードン』は、ハイテクノロジー・スーサイドの5thシングルで、活動停止前最後のリリース作品。
5曲で60分を超える収録時間だが、その内45分が波の音。

野村義男がゲスト参加して一部で話題になったが、ギャラは吉野家の牛丼だったらしい。ジャケット画はマディ上原。

## 収録曲
1. 死神ゴードン
　（作詞：MEGA←CRAZY→SKB / 作曲：MINATO441S.M）
『フラッシュ・ゴードン』をパロディ化したポルノ映画『フレッシュ・ゴードン Space Wars』がモチーフ。
2. デッド・ムーン・ライジング
　（作詞：MEGA←CRAZY→SKB / 作曲：MINATO441S.M）
3. 愛のカニバリズム2（シーサイド・ランデブー・バージョン）
　（作詞：MEGA←CRAZY→SKB / 作曲：MINATO441S.M）
曲の後に波の音が延々続き、ラストにジョーズのテーマ曲と女性の悲鳴で終わるというハイテクらしい演出。
4. コック・サッカー・ブルース・リー（N.Yバージョン）
　（作詞：MEGA←CRAZY→SKB / 作曲：MINATO441S.M）
野村義男がゲスト参加。
5. スーサイド・マッハ GO!GO!（N.Yバージョン）
　（作詞：MEGA←CRAZY→SKB / 作曲：MINATO441S.M）
野村義男がゲスト参加。

## 参加ミュージシャン
- MEGA←CRAZY→SKB - ボーカル
- MINATO441S.M - ギター
- ツージィQコリンズ - ベース&ソウル
- プロレタリアート本間 - ダンスマシーン
- ラビアンヌ・ミサ - ドラムス
- ムタ・マサヒロMM - ドラムス
- 野村義男 - スペシャルプロデュース&ギター